# Mayakulturen

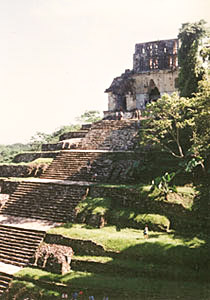
Mayaruiner i Palenque.

Mayakulturen syftar på den historiska Mayacivilisationen, som ibland går under beteckningen Mayariket. Denna högkultur hade redan börjat förfalla före spanjorernas ankomst, men mayaindianerna finns kvar i samma område i dag om än under förändrade livsvillkor. Detta Mesoamerikanska område sträckte sig genom norra Centralamerika från nuvarande södra Mexiko (delstaterna Chiapas, Tabasco, och på Yucatánhalvön, Quintana Roo, Campeche och Yucatán) till staterna Guatemala, Belize, västra Honduras och El Salvador.

## Historisk utveckling
Områdets tre skilda klimat- och miljözoner, norra låglandet, södra låglandet respektive Guatemalas högland har haft betydelse för mayakulturens utveckling. Regionen hade varit bebodd åtminstone sedan 12 000 år och tidpunkten, då klart särskiljande drag för maya först uppstod, är inte fastställd. Som flera folk i Mesoamerika hade maya förbindelser med olmekerna vid Mexikanska golfen, vars kultur dominerade under tidig förklassisk period. Fynd i Izapa har spår från båda kulturerna och i tidig mayansk bildkonst kan man finna typiska olmekiska drag. Troligen var det via folket i Izapa som kontakterna knöts, eftersom det antagligen odlades kakao i trakten redan då. Kakaobönor skulle bli en mycket viktig handelsvara, både för chokladdryckens skull och för att kakaobönan kom att fungera som betalningsmedel.

### Viktiga fyndplatser
Mayalägen som är kända för att ha varit de största och mest politiskt och kulturellt inflytelserika genom mayahistoriens olika faser – den förklassiska, klassiska och postklassiska – och/eller som har lämnat de mest imponerande arkeologiska spåren: 
- Bonampak
- Calakmul
- Caracol
- Ceibal
- Chichen Itza
- Chunchucmil
- Cobá
- Copán
- Dos Pilas
- El Baúl
- El Mirador
- Kabah
- Kaminaljuyu
- Mayapán
- Naachtun
- Nakbe
- Naranjo
- Oxkintok
- Palenque
- Quiriguá
- San Bartolo
- Tikal
- Tulum
- Uxmal
- Yaxchilan

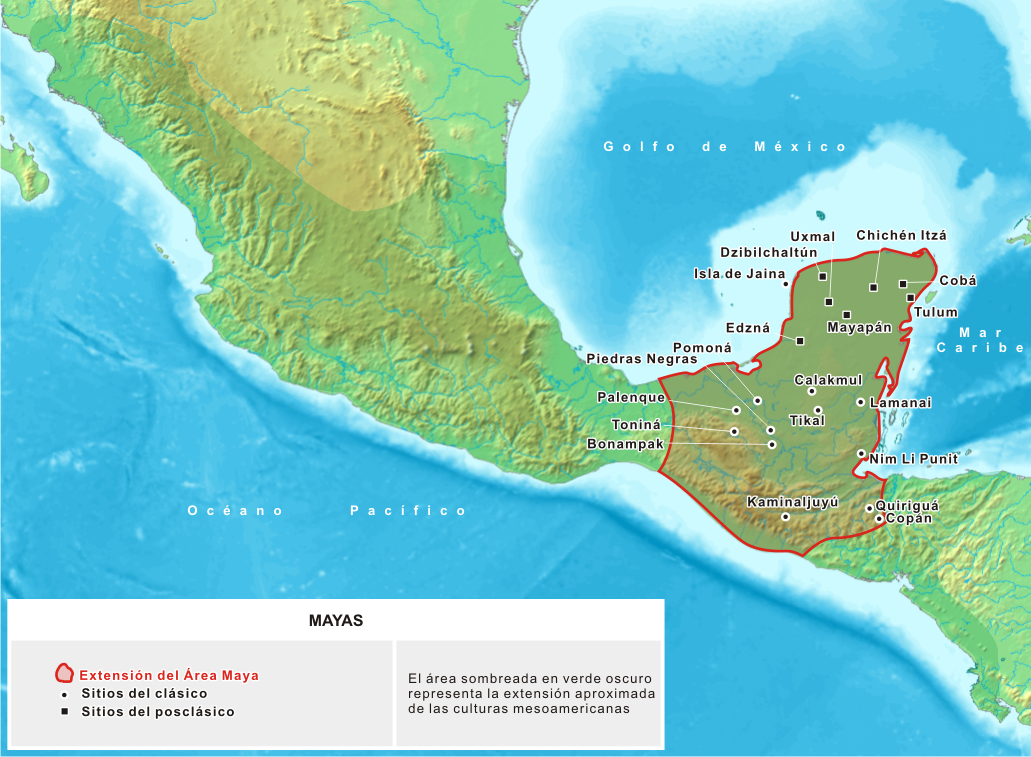
Karta över mayas utbredning (inom röd gräns). Mörkare grönt utmärker kulturområdet Mesoamerika.

En utförligare lista finns över mayaruiner.

### Förklassisk period (2000 f.Kr. – 250 e.Kr.)
Kunskapen om de tidigaste maya ökade efter utgrävningar på 1970-talet i Belize. Där hittade arkeologerna den hittills äldsta kända mayakeramiken, daterad till 2500 f.Kr. Fynden visar också att ungefär 1800 f.Kr. hade man byggt en stor plattform, som troligen varit fundament till en byggnad. Den kan ha varit en ceremoniell kultplats, ett rimligt tidigt vittnesbörd om religionens vikt med tanke på den huvudroll den senare kom att spela under den klassiska perioden. Södra låglandets tidigaste maya bodde i byar och odlade majs och rotfrukter. Även i Guatemalas högland bodde mayafolk i små jordbruksbyar redan 2200 f.Kr.
Några århundraden senare hade maya anlagt byar längre in i södra låglandet. Med svedjebruk odlade de majs. De kompletterade med jakt och fiske och med insamlat ätbart, maniok och nötter från ramón, brödnötsträdet. Fynden visar att man senare även utvecklade jordbruksmetoderna. I träskområdena grävdes nät av kanaler, där upphöjningarna emellan kunde gödslas med bottenslammet. Byarna växte och nya bosättningar tillkom fortlöpande. Vid periodens mitt runt 600 f.Kr. hade redan några av de tidiga mayakomplexen, främst El Mirador och Nakbé, konstruerats. Mot slutet av den förklassiska perioden var det södra låglandet till större delen bebott och kultplatser hade vuxit sig så stora att vissa förtjänade att kallas stad.
Utbyten av åtråvärda varor fick redan under denna period igång kontakter med andra folk i närområdet, bland annat olmeker och med det multietniska Teotihuacán i nordväst. I takt med att samhällena växte, ökade de sociala skillnaderna och en politisk och religiös elit växte fram i centralorterna. Dessa begravde sina döda inne i kultplatserna med gravgods, som föremål av snäckskal och jade och smakfull keramik. Det arbetande folket bodde utanför kultplatserna och fick hålla sig till godo med gravar där.
Mayas arkitektur och kultur utvecklades gradvis under perioden. Palatsbyggnaderna och templen växte genom ständiga om- och påbyggen. Det tycks emellertid som om naturen kom att bromsa höglandets framåtskridande under periodens senare del. Detta tillskrivs vulkanen Ilopangos våldsamma utbrott omkring år 200 f.Kr., vilket fick katastrofala ekologiska följder i delar av höglandsområdet. Många höglandsmaya kan ha flytt mot låglandet och därmed förlorat kontrollen över viktiga handelsleder.

### Klassisk period (cirka 250 – 900)

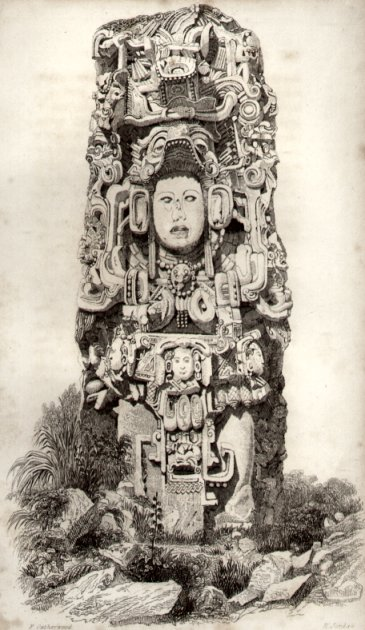
Stele från Copán efter en gravyr av Frederick Catherwood, 1839.

Guldåldern även kallad den Teokratiska Perioden, kan preciseras till åren från 320 till 987. Den fick sitt öknamn därför att mayaforskningen till en början trodde att det var den prästerliga gruppen, som utövade den politiska makten och att hela det ekonomiska, sociala och kulturella livet handlade om religion.
De prästerliga grupperna hade visserligen stor betydelse i regeringarna för den klassiska periodens Mayastater, men detta till trots var de aldrig verkliga ledare. Det fanns en adelsklass och i varje fall var det krigare som höll i makten. Bilden av Maya som ett samhälle styrt av präster revs upp, när det uppdagades att städerna var i konstant krig med varandra.
Jordbruket ökade kraftigt som den grundläggande ekonomiska verksamheten, som utövades av ett stort antal jordbrukare, vilket ledde till en komplex arbetsfördelning och blev därmed en källa till stark social skiktning.
Storstäder som Calakmul, Tikal och Caracol med befolkningar på mellan 50 000 och 100 000 invånare blomstrar, trots att de saknade pålitliga, naturliga vattentäkter. De mest kända arkeologiska zonerna i övrigt under denna period är  Uaxactún, Piedras Negras, Cancuén, Yaxhá, Naranjo, Xultún, Río Azul, Naachtún, Dos Pilas, Machaquilá, Aguateca, Comalcalco, Palenque, Yaxchilán, Kankí, Bonampak, Quiriguá, Tulum, Edzná, Oxkintok, Ceibal, Xamantún, Copán, San Andrés, Yaaxcanah, Cobá, El Cedral, Ichpaatún, Kantunilkín, Kuc (Chancah), Kucican, Tazumal, Las Moras, Mario Ancona, Muyil, Oxlakmul, Oxtancah, Oxhindzonot, Pasión de Cristo, Río Indio, San Antonio III, Nohkuo Punta Pájaros, San Manuel, San Miguel, Punta Molas, Tamalcab, Templo de las Higueras, Tupack, Xlapak, Tzibanché och Kohunlich.

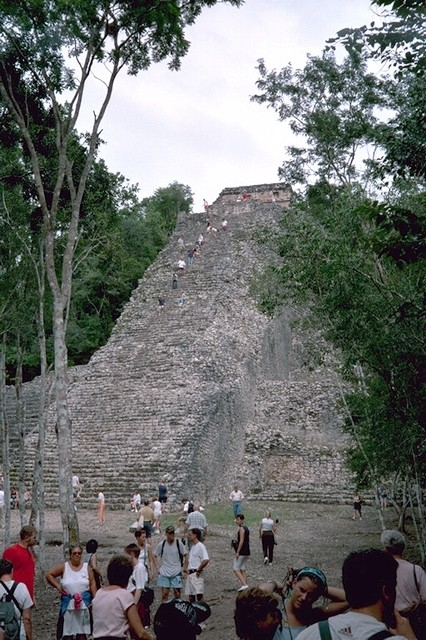
Nohoch Mul-pyramiden i Cobá.

De två viktigaste centra i Peten-området var Uaxactun och Tikal. Uaxactun (600 f.Kr. till 889 e.Kr.), beläget 25 km norr om Tikal i Guatemala, har det äldsta Maya-templet som man känner till i regionen, och är det första stället där vi observerade förekomsten av konsolbåge eller falsk båge. Tikal (800 f.Kr. till 869) inrymt i hjärtat av djungeln, visar ett stort inflytande från Teotihuacan och växte så småningom till 100 000 invånare vid sin höjdpunkt, som den största staden i det senklassiska Amerika. Detta centrum förlitade sig på ett komplext kommersiellt nätverk och befann sig i ett strategiskt läge mellan två flodsystem, som gick till Mexikanska golfen och Karibiska havet.
Copan i Honduras, vars höjdpunkt kom runt året 736, var vetenskapligt centrum i Mayavärlden, där astronomin nådde en sådan perfektion att man lyckades bestämma längden på det tropiska året, att skapa tabeller över solförmörkelser och att ta fram en formel för att justera mayakalendern mer exakt än den som används i dag. Hur detta skulle åstadkommas finns beskrivet i barkpapperskodexen Dresdenkodexen. Om Copans konst nämner Eric Wolf i sitt arbete Pueblos y culturas de Mesoamérica, vad Maya gillade bäst:
”Samtidigt presenterades nya konstformer, nya maktsymboler, som kom från länder utanför Maya-området, och som spreds över hela denna region, som trimmade ceremoniella huvudbonader, fransade sandaler, armband, uppträdda fjädrar och en ”manikinspira”. Vid Copan finns många avbildningar av den mexikanska Tlaloc. Skulle det röra sig om en politisk konsolideringsrörelse med ursprung utanför Mayaområdet även om den använt sig av traditionella mayaformer?..."

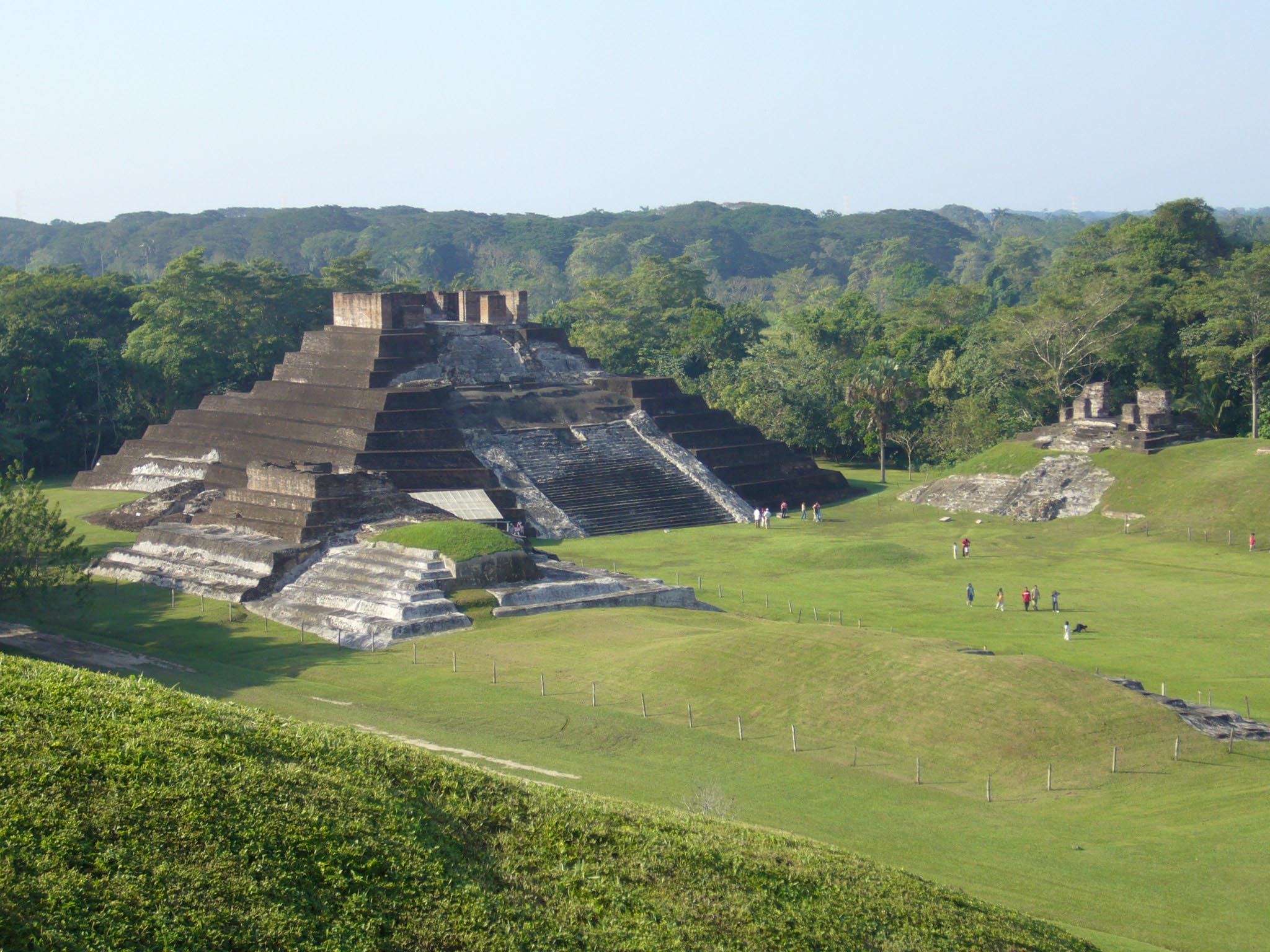
Arkeologisk lokal i Comalcalco i Tabasco. Den enda mayastaden som är byggd med bränt murtegel.

Staden Comalcalco i delstaten Tabasco är den västligaste mayastaden, och dess främsta särdrag är att i brist på stenar i regionen, byggde dess invånare hus baserade på tegelsten, limmade med en blandning av stuckatur gjord på ostronskal. Regionen var den ledande producenten av kakao, vars bönor användes som valuta i de olika kulturerna i Mesoamerika. I Comalcalco har man stött på olika masker, stelae, och även en grav som innehåller mänskliga kvarlevor.
Från denna period daterar sig även städerna Calakmul i Campeche, där man har funnit fler än 100 stelar, och Cobá i Quintana Roo, som blomstrade åren runt 623 och är det äldsta teokratiska centret på nordöstra Yucatanhalvön.
Staden Cobá, som ligger runt fem små insjöar, varav de viktigaste är Macanxoc och Coba, utvecklades i början av vår tideräkning. Den formades från en liten mänsklig bosättning med en social organisation av bytyp, vars huvudsakliga verksamhet var jordbruket. När befolkningen växte mellan åren 400 och 1000, steg Cobás ekonomiska och politiska makt till att bli ett stort ceremoniellt centrum. Arkeologen Antonio Benavides har beskriver detta i en artikel, "Coba".
Detta viktiga centrum som täcker en total yta på 100 km² och dess kärna cirka 2 km², var ansluten till omgivningen genom en serie av stenbelagda vägar, sacbes, som var avsedda att säkerställa den ekonomiska och politiska kontrollen över territoriet, samt vara utmärkta förbindelser. Vägarna började byggas mellan åren 600 och 800. Detta var även en tid då det ristades ett stort antal stelae och då urban tillväxt syns i utbyggnaden av kärnan av tre grupper av ceremoniella byggnader: Nohoch Mul, Chumuc Mul och Macanxoc. Befolkningen hade nu nått 70 000 invånare, och år 1000 kontrollerade man handelsvägen från östkusten till centrala delar och norr om Yucatanhalvön.
Cobá låg dock inte vid kusten, utan cirka 50 km inåt landet nordost om Tulum. Det blev nödvändigt att övervaka, tillhandahålla och skydda en hamn på handelsvägen till Honduras. Hur detta sker via hamnen i Xel-Ha, beskrivs av arkeologen Fernando Robles i hans arbete "Xel-Ha, Cobás hamn".

### Efterklassisk period (cirka 900 – 1500)
Efter nästan sex århundraden av oavbruten utveckling började mayakulturen i det centrala låglandet en snabb
tillbakagång. Mellan åren 800 och 900 slutade det ena samhället efter det andra att resa stenskulpturer. Härskare, präster, adelsmän försvann från sina hem; palats och tempel förföll, djungeln tog ruinerna i besittning och städerna övergavs nästan helt. Orsaken till den totala undergången är fortfarande inte definitivt utredd. Vilken anledning än var, så var många boplatser övergivna i slutet av 900-talet, och låglandets centrala delar drabbades av en folkminskning som sedan aldrig kunnat återhämtas.
Längre norrut, på Yucatán, var skadan mindre förödande, men även här inträffade stora våldsamma förändringar. Från och med den här tiden blev Yucatán centrum i det borttynande riket, och en ny period i mayafolkets historia inleddes. En sägen från denna period berättar att Yucatán omkring 985 angreps från väster av ett folk som anfördes av en ledare vid namn Kukulan, ”Den befjädrade ormen” på den lokala mayadialekten. Han lär ha erövrat hela Yucatán och valde Uucil-abnal (mer känt under sitt senare namn Chichen Itzá) till sin huvudstad. Nykomlingarna förde med sig en ny konststil, Puuc, med utskurna figurer av krigare, reliefer som visar örnar och jaguarer som håller människohjärtan i klorna, och stenpelare i form av befjädrade ormar. Ett av de kusligaste motiven föreställer människokranier uppsatta på en rad pålar, och är i verkligheten en kopia i sten av de träpålar på vilka man efter människooffer till gudarna placerade de dödas huvuden. Det var också under den här tiden som metallredskap och smycken blev vanligare i Yucatán. Den mexikanska invasionen ledde till matkulturens undergång. Nykomlingarna assimilerades efter hand av den gamla befolkningen och de främmande elementen vande sig vid mayanernas levnadssätt. Långnästa mayanska regngudar har påträffats sida vid sida med befjädrade ormar och andra mexikanska gudar uthuggna i relief på de stora templen. En ny typ av byggnader där takets bjälkar bars upp av pelare byggdes samman med hus i den gamla mayastilen med kragstensvalv, där varje lager med tegelstenar skjuter ut en bit utanför det underliggande lagret, så att öppningen överst till slut kan fyllas med en enda sten.
Mayaspråket levde vidare på Yucatán, och det inhemska systemet att ange datum användes också, om än i något förkortad form. Mayafolkets historiekrönikörer nämner en andra grupp angripare som kallades Itzaer, en mexikaniserad stam från mayaområdets västra utkant. Deras vandringar förde dem över hela det mayanska låglandet, och mellan 1224 och 1244 nådde de fram till den tidigare mayanska huvudstaden som de fann övergiven. De uppförde sin egen stad på samma plats och döpte om den till Chiche'n Itza (Itza-cenoteens mynning). Dessa nya angripare övertog kontrollen av hela Yucatán, men hatades och förkastades av sina undersåtar för att de talade mayaspråket mycket dåligt och för sina blodtörstiga seder och onaturliga laster. På grund av denna osäkra politiska situation flyttade en del samhällen sina boplatser till orter som var befästa. För första gången byggdes nu robustare städer i mayaområdets lågland, städer som omgavs av stenmurar eller skyddades av vallgravar och träpalissader. Mayafolkets senare historia kännetecknas av skiftande politiska allianser, kulturell tillbakagång och en försämring av konsthantverkets kvalitet. Vid tidpunkten för européernas ankomst var Yucatán delat i sexton rivaliserade stater, som förde krig mot varandra.
Den spanska erövringen började på allvar år 1528, och omkring 1540 var största delen mayaterritoriet i spanjorernas händer.

## Orsaker till mayakulturens tillbakagång och slutliga kollaps
Förfallet av de annars så välutvecklade och högt stående stadsstaterna kan ha inletts med handelsförbindelsen Teotihuacáns snabba avveckling redan för ungefär 1300 år sedan. Det finns många olika alternativa förklaringsmodeller till hur rikets kollaps gick till, och varför raset ägde rum. Få menar numera att fallet kom plötsligt, år tiohundra, medan flertalet håller fast vid teorier som bygger på en långsam degenerering. Klart står dock att kollapsen kom långt före modern tid och inte har något att göra med, vad som eventuellt kunde inträffa år 2012. Bland hypoteserna återfinns följande:
- Klimatförändringar (torka) tvingade folket i svält, möjligen samtidigt som rikets överherrar tvingade folket att fortsätta arbeta med resandet av pyramider, tempel och andra monumentala byggnadsverk.
- En inre strukturell kollaps där ett bristande kontrollsystem ledde till ökad anarki och inbördes stridigheter.
- Riket drabbades av både missväxt och diverse sjukdomar.
- Enligt forskaren/arkeologen Tom Sever vid NASA kollapsade riket i samband med brist på trädfrön (runt år 1200), vilket ledde till minskat antal träd, vilket i sin tur ledde till erosion, vilket i sin tur ledde till minskad bördighet och även stor ökning av medeltemperaturen (torka) - något som dåtidens mayafolk inte klarade av att anpassa sig till, varför odlingen dog ut, och likaså folket. Innan civilisationen hunnit kollapsa dominerades riket av krig och diverse sjukdomar, som en följd av brist på mat och vatten. Enligt Sever var det inte inbördeskrigen och sjukdomarna i sig som tog död på samhället - han ser dem istället som bieffekter av klimatförändringarna.[4]
- Klimatförändringarnas roll har fått stöd av ny forskning kring fenomenet El Niño. Runt år 600 inträffade en mycket omfattande klimatkatastrof i Peru som ledde till den dåvarande Mochekulturens undergång. Förloppet har dokumenterats i uppborrade iskärnor från glaciärer i Anderna och man menar att det var fråga om en så kallad meganiño med långvariga och världsomfattande verkningar. Förloppet sammanfaller i tiden med början till Teotihuacáns fall, vilket skulle ha påverkat Mayas handelsförbindelser norrut mycket menligt. Senare kraftiga El Niños kan ha haft direkt inverkan på vattentillgången i mayaområdet.
- Den spanska antropologen Andres Ciudad har en teori som går ut på att samhället föll in i kaos i samband med att folket förstod att rikets ledare inte var gudar, vilket ledde till folklig olydnad och brist på respekt inför ledarna.[5]

## Teknik och vetenskap
Trots goda färdigheter i matematik, astronomisk observation och byggteknik är det klart att ledarskiktets överdrivna tolkande av företeelser i naturen som andra gudars göranden inte leder till sådana kunskapssamband att vetenskaplig insikt och metod utvecklas, vilket kan dryga ut listan ovan ytterligare. [källa behövs]

### Matematik
Maya använde sig av ett vigesimalt talpositionssystem med 20 som bas i stället för vårt med 10. Det behövs alltså 19 olika siffertecken utöver noll och varje enhet i en given position representerar 20 gånger enheten i positionen som står före. För att skriva sina siffror och tal klarade man sig dock med endast två symboler utöver nollan, en punkt med värdet ett och ett streck med värdet fem. Talen skrevs vertikalt nedifrån och uppåt. Redan på 300-talet hade man tagit nollan i bruk, men använde sig trots beräkningar utförda med noggrannhet på hundradelar av dygn, aldrig av tjugondelar eller andra bråktal. De använde statistik och matematiska medelvärden och förstod tidigt att de var tvungna att upprepa mätningar inom astronomi under långa perioder för att få fram exakta data.

### Astronomiska färdigheter
Hos mayafolket, liksom hos många andra tidiga civilisationer (till exempel i Sumer, Egypten, det forntida Irland (se Knowth och Newgrange), det forntida Tyskland (se Gosecks solcirkel), var skillnaden mellan astronom, astrolog och religiös ledare/präst hårfin.
De gamla maya var besatta av tidens gång och hade ett komplicerat samverkande system av olika kalendrar: för rituella ändamål, för datering och för astronomiska beräkningar. Kalendersystemet var en av mayas största uppfinningar, som de kända astronom-prästerna kom på, när de studerade månen, stjärnorna och solen tack vare dessas koppling till den gudomliga sfären och för den praktiska nytta kalendern kunde bidra med inom jordbruket och andra samhällsfunktioner.
Maya-astronomerna var skickliga på att följa planeternas och stjärnornas banor utan några optiska instrument. Man använde sig i stället av syftlinjer mellan kanter på byggnader och föremål i terrängen. Maya visste därför med stor precision när sol- och månförmörkelser skulle inträffa. Astronomerna åtog sig svåra uträkningsuppdrag, bland annat beräkningen av vilken veckodag den 31 december år 90 000 000 före vår tideräkning hade varit. Den kalender som på 600-talet var gängse hos maya var exaktare än den som i Europa ännu var allmän på 1500-talet. Siffran noll användes av maya redan på 200-talet, medan den i till exempel Spanien inte kom i bruk förrän på 1600-talet.

### Mayakalendern och år 2012
Med mayakalendern avser man i första hand deras solkalender, som bestod av en dateringsenhet om 360 dygn, Tun plus en period om fem ödesmättade extradygn, som de kallade Uayeb. Denna årskalender hette Haab och bestod av 18 långa ”veckor”, där varje vecka hade 20 dagar, plus den korta extraveckan på fem dagar. Maya räknade dagarna, precis som egyptierna och sumererna m.fl., och de beräknade visserligen även årets längd till 365,2420 dygn, men brydde sig aldrig om att införa något skottår. För längre dateringar användes 20-talsmultipler av tun, vilket skapar räknearbete, när man vill tolka tidsangivelser. Till dessa kom, förutom den rituella tzolkin om 13 gånger 20 dygn, andra kalendrar baserade på cykler hos planeter, där särskilt Venus tillmättes stor betydelse som uttryck för guden Kukulcáns humör.
Flera böcker hävdar att världen skulle gå under i december år 2012, och hävdar att Mayakulturen har förutsagt detta, en idé som populariserades i filmen 2012. Främst baseras detta på påståendet att den 21 december 2012 skulle mayakalendern mystiskt ta slut. Detta är dock ett missförstånd av mayakalenderns antal cykler av olika längd, dess "långa räkning", som är en kalender med dygn som grundenhet av samma typ som den gängse astronomiska Julianskt datum. I denna kan vi med olika SI-prefix åstadkomma längre tidsperioder och säga till exempel att det i dag har gått ungefär 2,5 Megadygn sen dess epok. Mayakalendern bygger i stället på 20-talsmultipler av tun, utom i positionen 13 "baktun". Denna cykel har visserligen kommit "runt ett varv" 2012, men börjar då antingen bara om igen eller (troligare) fortsätter på nästa baktun.

## Religiösa riter och ceremonier

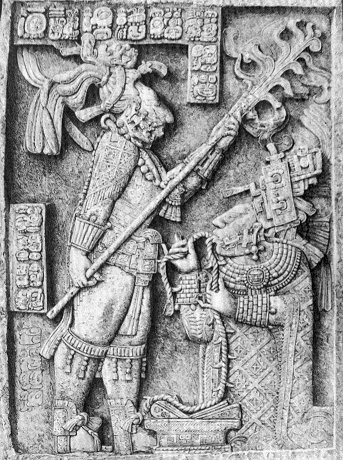
Offerrit den 26 oktober 709 i Yaxchilán: Kung "Jaguarskölden" håller en fackla över sin första dam "Xoc", som låter sitt blod med ett hullingförsett snöre genom tungan.

Mayafolket hade liksom senare även azteker och inkas en cyklisk tidsuppfattning. Ritualer och ceremonier var mycket nära knutna till celesta och jordiska cykler, vilka noga observerades och antecknades i särskilda codexar. Det var mayaprästernas mest angelägna uppgift att bevaka och tolka dessa cykler som stöd för profetiska uttalanden om framtida händelser och företag baserat på talsamband i deras olika kalendrar. Prästernas kunskap om himlakropparna och deras banor, vilka associerades med gudar, ingav respekt och gav makt.
I enighet med samtida andliga verklighetsuppfattningar representerade himlakropparna en övre verklighet/dimension - något bortom det materiella. Deras verkliga natur var varken känd eller efterfrågad. Efter införandet av jordbruk och stadsbildningar uppförde människor på många håll en symbolisk axis mundi-stege i form av en pyramid/ziqqurat/pelare/annan monumental byggnad i mitten av byn/staden. Denna byggnad symboliserade för många människor en längtan efter förening mellan det jordliga livets otillräcklighet och ett himmelskt gudomligt fulländade. I anslutning till denna symboliska handling finns även en universell tro på ett förlorat "paradis", i vilket människan var odödlig, och på samma nivå som gudarna - en myt som Armstrong (2005) menar förekommer inom samtliga kulturer, som ett arv från den första schamanistiska andligheten hos samlar och jägar-folk. Belägg för en sådan myt i mayakulturen kan möjligen spåras i deras uppfattning om en ovanjordisk värld i tretton nivåer.
Gudarnas välvilja och goda humör underhölls genom skilda kulthandlingar och offerriter. Blodsoffer var vanligast och kungligt blod mest värdefullt. Även människooffer förekom i begränsad omfattning.